# Producción pesquera en Uruguay

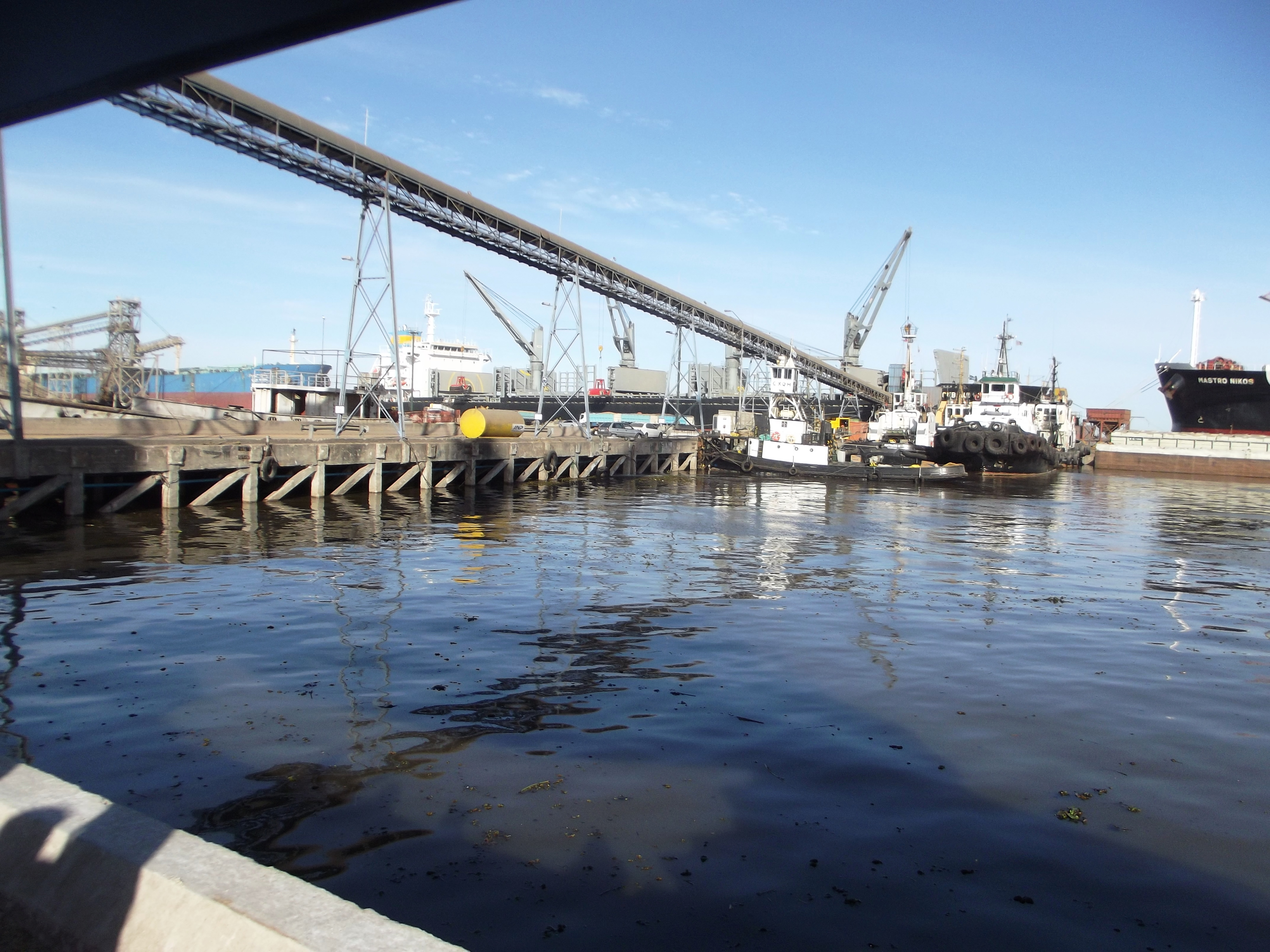
Puerto de Nueva Palmira, Departamento de Colonia.

La producción pesquera en Uruguay es la pesca, comercialización y exportación de productos marinos, obtenido de ríos, lagos y mares del territorio uruguayo.
Uruguay es un país donde las condiciones naturales y climáticas favorecen a la industria pesquera. Cuenta con más de  600km de costa, sobre el Río de la Plata y el océano Atlántico. Además posee numerosos puertos que favorecen la distribución y el amarre de los barcos, los hay de gran porte como el puerto de Montevideo o el nuevo puerto de Nueva Palmira, o de menor porte  para la pesca artesanal como los de Buceo, Piriápolis, Rocha y Punta del Este. 
Las principales zonas de pescas son del océano Atlántico y de la zona en común que  comparte con Argentina por el tratado del Río de la Plata y su frente marítimo, en esta última se concentra el 80% de las operaciones pesqueras del país.

## Pesca y el Estado
En Uruguay la ley 13833 del año 1969 determinó el área de pesca, el régimen de autorización, la industrialización y la comercialización de los recursos del mar. Un decreto posterior a la Ley reglamento las competencias del Instituto Nacional de Pesca (INAPE), transformándolo actualmente en Dirección Nacional de Recursos Acuáticos (DINARA), organismo dependiente del Ministerio de Ganadería, Agricultura y Pesca (MGAP). 
Además la actividad pesquera también se encuentra regularizada por las normas  binacionales e incluso por el derecho internacional. Como el tratado de límites firmado con Argentina, donde se establecieron dos franjas o de 2 millas exclusivas para cada país y de 2 a 7 millas zona común de pesca Uruguayo-Argentina, en las que se le permite operar a los dos países conjuntamente. 
Sobre el sector Este del país Uruguay cuenta una costa comprendida entre Punta del Este y  la barra del Chuy de  12 millas náuticas de jurisdicción perteneciente solo a Uruguay, donde solo pueden operar buques con bandera Nacional, en caso contrario la armada nacional procede a la captura del buque.

## Tipos de pesca

### Pesca Industrial

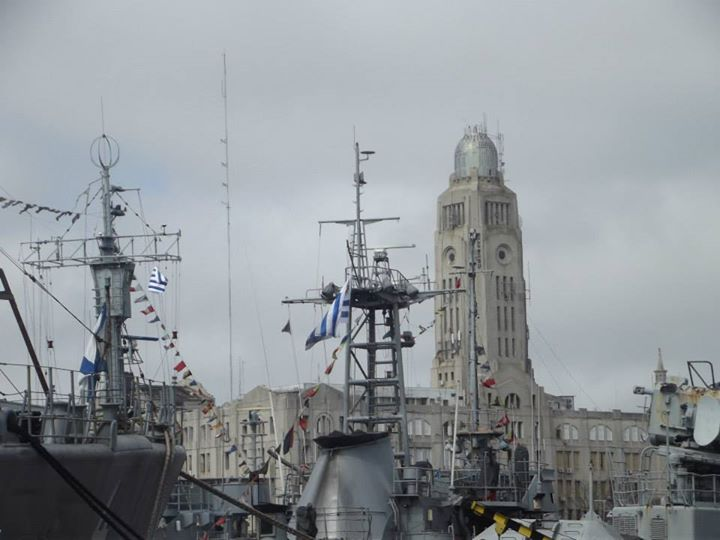
Puerto de Montevideo

Se denomina pesca industrial a la que se práctica con grandes embarcaciones, barcos con una capacidad superior a los 28 metros cúbico de cámaras donde se depositan las cargas,los mismos anclan en los puertos de Montevideo, Nueva Palmira y La paloma. 
Al otorgar los permisos necesarios para la pesca industrial se tendrá en cuenta la especie que tendrán como objetivo. Los que pescan merluza son de categoría A, los de B corvina y pescadilla, la categoría C es de otras especies. En este momento se pescan más de 50 especies de animales marinos. 
El procesamientos del producto se puede hacer dentro de las embarcaciones, que cuentan con todo lo necesario para realizarlos o si no en las plantas de procesamiento, la mayoría de este producto se utiliza para la exportación, un parte menor para el consumo interno. Los principales países a donde Uruguay exporta son Brasil, Italia, Nigeria y España. Se expiden tantos pescados frescos como productos procesados como filetes de merluza. 
Este tipo de pesca industrial es sensible a la demanda del mercado y a las altas y bajas del precio del producto del mercado internacional. Se pesca la especie que el mercado quiere o la que está de moda en el momento.

### Pesca Artesanal
Esta pesca se realiza en embarcaciones de pequeños tamaño, que tiene poca o nula capacidad de almacenamiento y el personal a cargo podrá se dé un solo pescador. Muchas veces utilizada para el consumo propio de la familia o para la venta directa al mercado sin procesamiento, ejemplo el pescado que se venden dentro del Puerto de Buceo, directo al público. O la venta en los puertos en la época de verano, venta directa al turismo. 
Esta se divide en dos maneras marino-costera o práctica de aguas interiores. La primera es la que se lleva a cabo dentro de las primeras millas náuticas próximas a la costa, preferentemente desde Montevideo a Rocha (Punta del diablo, Barra de Valizas, Puerto de los Botes, San Luis, Pajas blancas y Puerto de Buceo) 
Mientras que la pesca en aguas interiores se desarrolla en la Laguna Merín, el Río Cebollatí, el embalse del Río Negro (San Gregorio de Polanco y Paso de los Toros) y el Río Uruguay. 
Entre las especies que se pescan están brótola, palometas, pescadillas, corvinas blancas y negras, lenguado, cazón entre otras.

### Pesca Deportiva
La pesca deportiva es una actividad realizada como pasatiempo que proporciona descanso mental y físico, y el placer de entrar en contacto con la naturaleza. Es practicada por todo tipo de persona en sus tiempos libres, es para consumo propio o para devolver al mar una vez pescado. En Montevideo se visualiza este tipo de pesca alrededor de toda la rambla, sobre todo en la zona cerca al puerto de Montevideo, ya que se facilita la pesca porque el  agua rompe contra la rambla.

## DINARA
En Uruguay la actividad es regularizada y controlada en su totalidad por la DINARA, impulsa una política pesquera al ordenamiento y la administración de los recursos naturales marino, para su funcionamiento  es financiada atreves de los ingresos directa o indirectamente de la propia actividad pesquera. 
DINARA realizar y promover la investigación sobre los recursos hidrobiológicos y el ecosistema acuático, realizar la evaluación de los recursos pesqueros, administrar y regular la actividad pesquera y acuícola, ejercer el control del cumplimiento de todas las actividades vinculadas con la pesca y la acuicultura, de conformidad con la Ley. Actuar como la autoridad oficial competente en materia de sanidad e inocuidad alimentaria de los productos pesqueros y acuícolas, expidiendo los certificados que correspondan a nivel nacional e internacional.
En 1991 impidió la práctica de caza de  lobos marinos en la isla Atlántica, desde ahí solo se han cazado un escaso número de ejemplares que han sido comercializados vivos a acuarios y zoológico de diferentes países, como consecuencia se formó una colonia de 280000 ejemplares siendo la colonia más importante del mundo.